# كلية البصرة الجامعة للعلوم والتكنولوجيا
كلية البصرة الجامعة للعلوم والتكنولوجيا هي كلية أهلية تقع في مدينة البصرة في العراق.
كلية البصرة الجامعة للعلوم والتكنلوجيا هي من الكليات الرائدة في محافظة البصرة، وقد تأسست عام 2013-2014، وحائزة على اعتراف رسمي من وزارة التعليم العالي والبحث العلمي.

## الأقسام
تضم الكلية 8 أقسام:
- قسم هندسة المعلومات والاتصالات
- قسم هندسة الطب الحياتي
- قسم إدارة الأعمال
- قسم آداب اللغة الإنكليزية
- قسم آداب اللغة العربية
- قسم الصيدلة
- قسم تقنيات المختبرات الطبية
- قسم تقنيات التخدير والعناية المركزة